# 劉朝噩
劉朝噩（？—？），字質之，號念南，江西吉安府永新縣炎村石泉里人，民籍，明朝政治人物、進士出身。

## 生平
嘉靖四十三年（1564年）甲子科江西鄉試第七十五名，會試第一百五十六名，萬曆二年（1574年）登甲戌科進士第三甲第一百七十一名。授广州府推官，八年八月考选，授兵科给事中，十年二月升福建佥事，督理屯田、盐法，十四年正月升湖广右参议，分守湖南，十五年升雲南副使，十九年二月升为贵州右参政、分守新镇道事务。乞休归。

## 家族
曾祖父劉奇邁，曾任壽官；祖父劉年；父劉天椿。母王氏。永感下。子如暘、如昕。